# Bangiopsis
Bangiopsis, rod crvenih algi iz porodiceStylonemataceae, jedina u redu Stylonematales. Opisan je 1896. godine. Postoje 3 priznate vrste, sve su morske

## Vrste
1. Bangiopsis dumontioides (P.Crouan & H.Crouan) V.Krishnmurthy
2. Bangiopsis franklynottii J.A.West, de Goer & Zuccarello
3. Bangiopsis subsimplex (Montagne) F.Schmitz